# Alcyonium pacificum
Alcyonium pacificum is een zachte koraalsoort uit de familie Alcyoniidae. De koraalsoort komt uit het geslacht Alcyonium. Alcyonium pacificum werd in 1950 voor het eerst wetenschappelijk beschreven door Yamada. 